# دولموره
دولموره (به لاتین: Dulmure) یک منطقهٔ مسکونی در سری‌لانکا است که در استان مرکزی (سری‌لانکا) واقع شده‌است.